# Филлирсдорп
Филлирсдорп (африк. и англ. Villiersdorp) — город на юго-западе Южно-Африканской Республики, на территории Западно-Капской провинции. Входит в состав района Оферберх. Является частью местного муниципалитета Тиватерсклуф.

## История
Поселение, из которого позднее вырос город, было основано Петером Хендриком де Филлирсом в 1844 году на землях фермы Радейн. В 1901 году Филлирсдорпу был присвоен статус муниципалитета.

## Географическое положение
Город расположен в юго-западной части провинции, в одноимённой долине, к северу от водохранилища Тиватерсклуф, на расстоянии приблизительно 56 километров (по прямой) к востоку от Кейптауна, административного центра провинции. Абсолютная высота — 336 метров над уровнем моря.

## Климат
Климат характеризуется как средиземноморский тёплый (Csb  в классификации климатов Кёппена). Среднегодовая температура воздуха составляет 15,6 °C. Средняя температура самого холодного месяца (июля) составляет 10,8 °С, самого жаркого месяца (февраля) — 20,4 °С. Расчётная многолетняя норма осадков — 804 мм.

## Население
По данным официальной переписи 2011 года, население Филлирсдорпа составляло 10 004 человека, из которых мужчины составляли 50,8 %, женщины — соответственно 49,2 %. В расовом отношении цветные составляли 44,67 % от населения города, негры — 40,29 %, белые — 12,5 %, азиаты (в том числе индийцы) — 0,2 %, представители других рас — 2,33 %. Наиболее распространёнными среди горожан языками были: африкаанс (56,54 %), коса (24,56 %), сесото (12,81 %) и английский (3,44 %).

## Транспорт
Через город проходит региональное шоссе R43. Имеется железнодорожная станция. Ближайший аэропорт расположен в городе Вустер.